# Hjørring Stadion
Le Hjørring Stadion est un stade de football situé à Hjørring (Danemark), d'une capacité de 7 500 places.
Il accueille notamment les matchs du FC Hjørring et du Fortuna Hjørring.